# Томтор (Боруласький наслег)
Томтор (рос. Томтор) — село Верхоянського улусу, Республіки Саха Росії. Входить до складу Боруласького наслегу.
Населення — 578 осіб (2002 рік).
Село розташоване за 72 кілометри від адміністративного центру улусу — міста Верхоянська.